# Svea hovrätt

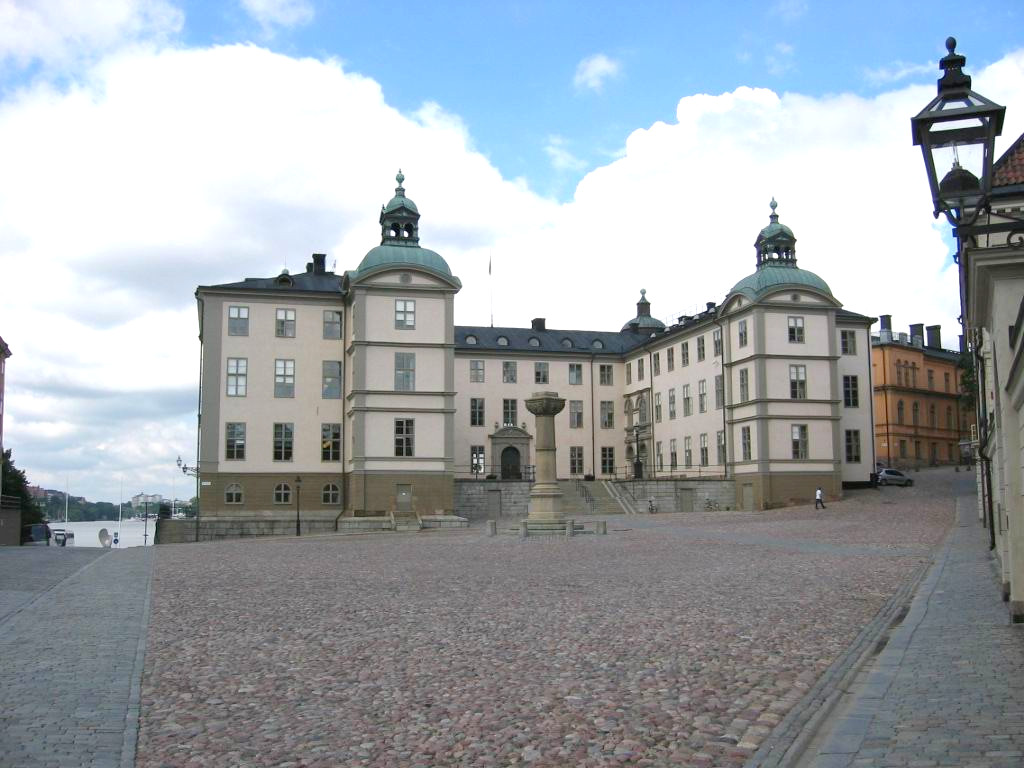
Wrangelsches Palais auf Riddarholmen

Das Svea hovrätt in Stockholm ist das größte der sechs hovrätter in Schweden. Das Gericht ist ein Appellationsgericht und entspricht in etwa einem deutschen Oberlandesgericht. Ihm sind 15 Amtsgerichte (tingsrätter) unterstellt und es behandelt jährlich etwa 10.000 Neuzugänge. Es wurde 1614 als erstes schwedisches Gericht dieser Art gegründet und galt bis zur Einrichtung des Högsta domstolen 1789 als höchste Gerichtsinstanz, unter dem König und dem Reichsrat.
Der Gerichtsbezirk umfasst die Provinzen Stockholms län, Uppsala län, Södermanlands län, Gotlands län, Västmanlands län und Dalarnas län. Das Gericht ist außerdem höchstes Umweltgericht des Landes. Ihm unterstehen fünf Umweltgerichte.
Das Svea hovrätt hat seit 1756 seinen Sitz im Wrangelschen Palais auf Riddarholmen in Stockholm. Die neun Gerichtsabteilungen verteilen sich jedoch auch auf das Palais Hessenstein, das Palais Schering Rosenhane, Östra Gymnasiehuset sowie auf Teile des Alten Reichstags.
Gerichtspräsident ist seit 2008 Fredrik Wersäll.